# حصار كنيسة سيدة كابيزا
حصار كنيسة سيدة كابيزا أحد أحداث الحرب الأهلية الإسبانية التي نفذتها القوات الجمهورية ضد مجموعة من الحرس المدني (حوالي 200) ومدنيين (حوالي 1000) لاجئ في كنيسة سيدة كابيزا. على بعد 32 كم من أندوخار بمقاطعة جيان. استمر الحصار لمدة تسعة أشهر.

## البداية

### التمرد العسكري
فشل انقلاب يوليو 1936 في مقاطعة جيان فشلاً ذريعاً: فأراد الحاكم المدني ريوس زونون الذي أتى جيان قبل شهر فقط التصرف بحذر. فمن ناحية كان لديه تعليمات من حكومة مدريد بعدم تسليح الشعب، ومن ناحية أخرى تلقى ضغوطات من نواب جيان فيسنتي يوريبا جالديانو (PCE) وأليخاندرو بيريس (PSOE) وفيسينتي سول سانشيز (IR) بأن يأمر بتسليح الشعب.
في النهاية في 18 يوليو 1936 قرر الحاكم إرسال برقية توضح تمسكه بالجمهورية وأمر الشعب بالتسلح بطريقة منظمة. تلقى رئيس قيادة الحرس المدني في جيان المقدم بابلو إغليسياس المكالمة من الحاكم وناقشوا الإجراءات التي سيتخذونها. رفض إغليسياس التسليح الفوري للشعب، خوفًا من وقوع اشتباكات مع الحرس المدني في مختلف المواقع، وأمر بتركيز الحرس المدني في ثكنات جيان وأبدة وليناريس وأندوخار ومارتوس وفياكاريو. ثم تخلى في 19 يوليو عن النقاط في المقاطعة (98 في المجموع) وانتقلت إلى الثكنات حسب الأوامر. وعندما تحقق من الانسحاب إلى هذه الثكنات سمح له المقدم إغليسياس بإصدار الأمر بتسليح الشعب.

### انتقال الحرس المدني إلى الكنيسة
نظمت حكومة الجمهورية طابوراً مسلحاً لمحاولة الاستيلاء على قرطبة، وعينت الجنرال مياخا قائدا عليها. وفي 28 يوليو وصلت قوات مياخا إلى أندوخار، حيث ثكنات الحرس المدني تحت قيادة النقيب أنطونيو ريباراز أراوجو، الذي أقنع مياخا بإعطائه 40 فقط من حراسه البالغ عددهم 90 بعد صراع جدلي حاد بينهما، حيث سيرافق ريباراز مياخا إلى جبهة قرطبة.
في الأيام الأخيرة من شهر يوليو دمر العنف أندوخار. حيث قام رجال الميليشيا بإخراج ملاك الأراضي من منازلهم وإعدامهم، بالإضافة إلى الرهبان والكهنة. فقصف المتمردون المدينة لتدمير مطارها. بالنظر إلى هذا الوضع حصل ريباراز على الأمر في 5 أغسطس، والذي بموجبه على الحرس المدني في أندوخار التراجع إلى الجبال إلى لوغار نويفو. جنبا إلى جنب مع 50 من الحراس المدنيين الذين كانوا في أندوخار، غادر الملازم فرانسيسكو روانو بيلتران إلى لوغار نويفو ومعه 25 حارسًا مدنيًا آخر من فينتا كارديناس و 20 شخصًا مسلحًا و 231 مدنياً.
في هذه الأثناء في جيان كان وضع الحرس المدني متوترًا بنفس القدر، وتمكن ريباراز مرة أخرى من إقناع مياخا بأن يأمر بنقل الحرس المدني في جيان وأقاربهم إلى سلسلة جبال أندوخار؛ وهناك سيكون أفراد الأسرة محميين جيدًا من أعمال انتقامية غير منضبطة، ويمكن للحراس المدنيين الانضمام إلى جبهة قرطبة. حظيت هذه الخطة بدعم حاكم جيان ووزير الحرب والجنرال مياخا.
انتقل الحرس المدني مع عوائلهم من جيان إلى أندوخار في 17 و 18 أغسطس 1936، سواء في قافلة من عدة شاحنات أو بالقطار. فاستقبل عمدة أندوخار القافلة في المحطة، وأرسل جنود الحرس المدني وعائلاتهم، الذين سلكوا طريق الكنيسة بعد ظهر يوم 18 أغسطس. حتى وصلوا إلى لوغار نويفو، والتي كانت شبه مهجورة، لأنه بعد الانتفاضة تم اعتقال وقتل الآباء الثالوثيين. فقرر بعض المصطافين في الجوار العودة إلى منازلهم. ومع ذلك كان الملجأ سليمًا، حيث تم احترامه بالكامل. كتب ريباراز في يوليو 1937 كتابًا (من ثكنات مياخا إلى مزار عذراء كابيزا) أشار فيها إلى أن كل شيء كان عبارة عن خطة أعدها سلفا، تمكن من خلالها من خداع قادة الجمهورية.
تم إرسال المقدم إغليسياس إلى مدريد، وبعد ذلك إلى غوادالاخارا، لذلك في 21 أغسطس غادر الملجأ تاركًا زوجته وابنته هناك، والتي بقيت حتى نهاية الحصار. وعاد ريباراز إلى مونتورو مع مياخا. بدأ الوضع طبيعيًا تمامًا، حيث كان الحرس المدني يعتبرون قريبين من الجمهورية ، وحتى أن البعض كان ينزل إلى أندوخار لتخزين المؤن وتلقي الرعاية الطبية.
وفي 22 أغسطس على جبهة قرطبة، عبر ريباراز الحدود الوطنية مع حوالي 200 من الحرس المدني. وفي الجانب الجمهوري بدأ الشك بأن حيادية الحرس المدني في الملجأ يمكن أن تكون خدعة وأحسوا بالخداع. وفي 25 أغسطس أرسل وزير الداخلية أمرًا للحرس المدني في لوغار نويفو ومنطقة الكنيسة بتسليم أسلحتهم بالكامل. فوصل في 26 أغسطس رجال الميليشيا إلى الملجأ وسلمهم القائد نوفوينتس الرشاشات والعديد من البنادق والمسدسات والطلقات. وقد كان يوم 28 أغسطس هو آخر يوم ذهب فيه الجنود إلى أندوخار، كما في الأيام السابقة لشراء التموين.

## الحصار

### اعلان تمرد الحرس المدني
أرسل الحاكم المدني لجيان لينو تيخادا للذهاب إلى الكنيسة والتعرف على حقيقة الوضع. وفي 9 سبتمبر وصل لينو تيخادا إلى أندوخار والتقى بعمدتها، وفي الأيام التالية قام بعدة جولات إلى الجبال. أخيرًا تم عقد اجتماع في 14 سبتمبر بين قادة الحرس المدني وبين لينو تيخادا وعمدة أندوخار وأوغستين كانتون نقيب حرس الاقتحام إلى المنطقة. كان الاجتماع متوترا جدا. قرر الحرس المدني استشارة القوات والفلانخي، فانقسمت هناك الآراء. وفي النهاية وافق نوفنتس على الإخلاء إلى أندوخار.
أثناء تنظيم عملية الإخلاء، غادر الكابتن كورتيس الملجأ ساخطًا، لكن ضجة أدت به إلى الخروج إلى ساحة الكنيسة؛ هناك أخبره بعض الحرس المدني أنه عندما صعدت النساء والأطفال إلى الشاحنات للإخلاء، تعرضوا للإهانات من بعض رجال الميليشيات، الذين قالوا إنهم سيؤخذونهم بالقوة. فأمر كورتيس بوقف الإخلاء، وأمر كذلك باعتقال نوفنتس ورجال الميليشيات الذين كانوا على التل، وتم حبسهم طوال فترة الحصار، وتولى بنفسه القيادة. فبدأ من ظهر يوم 14 سبتمبر الحصار على الكنيسة. وفي تلك الأثناء واصلت عدة شاحنات طريقها إلى أندوخار بحراسة رجال الميليشيات، ومع اعتقاد القادة الجمهوريين أن الإخلاء مستمر، وكان هناك بعض الحرس مع عائلاتهم الذين لم يكن لديهم أدنى فكرة عن الحادث وتعليق الاخلاء.
وبقى حوالي 1200 شخص في الملجأ، منهم حوالي 165 من الحرس المدني. لم يُعرف الرقم الدقيق أبدًا، حيث توجد أرقام متباينة وفقًا للمصادر؛ تحدث الجنرال لوك عن حوالي 270 مقاتلاً وحوالي 870 من الرجال والنساء والأطفال المدنيين.

### أشهر الحصار
بدءًا من 15 سبتمبر، اتبعت الجبهة الشعبية محاولة للتفاوض واستسلام التمرد مع قصف جوي، رغم ضعف قوتها في البداية. وفي 20 سبتمبر وقعت مواجهة بين مجموعة من رجال الميليشيات في لوغار نويفو، مما أسفر عن مقتل ثلاثة من الحرس المدني ورجل ميليشيا واحد.
وفي 9 أكتوبر أسقطت الطائرات القومية من قرطبة وإشبيلية الإمدادات على المحاصرين (160.000 رطل من الطعام من إشبيلية و 140.000 رطل من قرطبة). تم إرفاق الإمدادات الطبية والسلع الضرورية، واستمرت تلك الإمدادات طوال مدة الحصار، والتي بدونها لم يكن المحاصرون ليقاوموا تلك المدة الطويلة. ونجحت 70 مهمة جوية من بين 170 لتزويد الملجأ بالامدادات.
وفي 31 أكتوبر أرسل الجمهوريون تعزيزات إلى جبال أندوخار. ووصل رجال الميليشيات في قافلة من حوالي 200 شاحنة وسيارة، فبدأ القصف العنيف براً وجواً على منطقة الكنيسة ومحيطها يوم 1 نوفمبر، مما أدى إلى تدمير العديد من منازل الأخويات. فانتقل المدنيون إلى الملجأ. ومع استمرار القصف الجوي في الأيام التالية، استمر القوميون في إلقاء الإمدادات والأسلحة، وكذلك التراسل بالحمام الزاجل. ولكن بدأ المحاصرون في الجوع.
لم يتغير الوضع لأي من الجانبين في ديسمبر 1936 ويناير وفبراير 1937، فقد استمر القصف واستمر اسقاط المساعدات، وواصل الملازم فرانسيسكو روانو بلتران المقاومة في لوغار نويفو، واستمر الكابتن كورتيس في طلب المساعدة بيأس من كيبو ديانو. في يناير كان هناك هجوم عام على لوغار نويفو ولكن فشل.
ومع بداية ديسمبر 1936 شن كيبو ديانو هجومًا كبيرًا على جبهة قرطبة لمحاولة تحرير منطقة الكنيسة، ولكن على الرغم من احتلال لوبيرا على بعد حوالي 30 كيلومترًا من الحرم، إلا أن التقدم كان بطيئا. وفي النهاية في 29 مارس بعد فشل بوزوبلانكو، تخلى كيبو ديانو عن تجربة هجمات جديدة نظرًا لفعالية الدفاع الذي استخدمها أنطونيو كوردون غارسيا رئيس أركان جيش جنوب الجمهورية.
بمجرد توقف هجوم كيبو ديانوبعد فشله بالسيطرة على قطاع بوزوبلانكو، قرر كوردون التدخل بقوة لإنهاء حصار الملجأ.

### انتهاء الحصار
من الصعب للغاية حساب قوة الجانب الجمهوري، على الرغم من وجود أعضاء من الألوية المختلطة 16 و 82 و 91 و 115، وبعضهم تم جلبهم من جبهات أخرى. كان الأكثر فاعلية هو اللواء المختلط 16 بقيادة بيدرو مارتينيز كارتون، الذي كان هو اللواء الذي توج بالهجوم واكتسح الكنيسة. كان هذا اللواء يضم حوالي 2200 رجل.
استمر القصف في 1 مايو، واخترقت الدبابات أنقاض بيوت الأخوية، ومن خلفها المشاة. واستمر القتال حتى الساعة 3:00 مساءً عندما أصابت قنبلة يدوية كورتيس بجروح خطيرة. في الساعة 3:30 مساءً لوح أحد حرس الاقتحام، الذي كان أسيرًا من بين المحاصرين، بعلم أبيض. فوصل رجال الميليشيات إلى ساحة الداخلية للكنيسة واحتلوها. تم نقل الكابتن كورتيس إلى مستشفى في لاس فيناس حيث توفي متأثرا بجراحه في 2 مايو.

## النتائج
أرسل جنود الحرس المدني ومعهم رجال مقاتلون آخرون إلى بلنسية، ومن هناك نقلوا إلى سجون أخرى حتى نهاية الحرب. نُقل أفراد الأسرة والموظفون المدنيون الآخرون إلى فيزو ديل ماركوس (ثيوداد ريال) وتم إيواؤهم في قصر النهضة في Marqués de Santa Cruz، وبعد ذلك في منازل في المدينة والمنطقة.
اختفت صورة عذراء كابيزا. ومصيرها لغز مطلق. تم هدم الملجأ بالكامل تقريبًا، وأعيد بناؤه بعد الحرب الأهلية.